# Abgar II
Abgar II (Abgarus; ... – 53 a.C.) è stato un sovrano siriaco, re di Edessa in Osroene tra il 68 e il 53 a.C..

## Biografia
Nel 64 a.C. si schierò con la Repubblica romana, aiutando il legato di Gneo Pompeo Magno, Lucio Afranio, quando questi occupò la Mesopotamia settentrionale.
Successivamente, nel 53 a.C., però, decise di passare dalla parte dei Parti, tradendo Marco Licinio Crasso durante la sua campagna orientale. Secondo Cassio Dione, fu prodigo di denaro con Crasso, scoprendone i piani, ostacolandone di nascosto quelli buoni e promuovendo quelli che riteneva dannosi per i Romani stessi. Tenendosi in contatto con Surena, il comandante parto, con la scusa di spiarlo, Abgar convinse Crasso a non muoversi verso Seleucia per poi scendere l'Eufrate rafforzato e riposato, ma di seguire da presso Surena, che si trovava lì vicino. Quando poi Abgar e Surena decisero che era giunto il momento dello scontro, il sovrano osroeno convinse Crasso a muovere il proprio esercito in una zona deserta, dove furono attaccati dalla fanteria e dagli arcieri parti, in una letale combinazione suggerita da Abgar stesso, che inflisse poi il colpo di grazia attaccando con le proprie truppe le linee romane alle spalle.
La vittoria parta nella battaglia di Carre, in cui morì Crasso stesso, non salvò però il trono di Abgar, che fu poco dopo deposto da Orode II allo scopo di rafforzare il controllo diretto dei Parti sulla regione.